# Ризерв (Њу Мексико)
Ризерв (енгл. Reserve) град је у америчкој савезној држави Њу Мексико.

## Демографија
По попису из 2010. године број становника је 289, што је 98 (-25,3%) становника мање него 2000. године.
| Група             | 2000.       | 2010.       |
| Белци             | 219 (56,6%) | 167 (57,8%) |
| Афроамериканци    | 2 (0,5%)    | 1 (0,3%)    |
| Азијати           | 0 (0,0%)    | 1 (0,3%)    |
| Хиспаноамериканци | 157 (40,6%) | 117 (40,5%) |
| Укупно            | 387         | 289         |